# 咖啡笔螺
咖啡笔螺（学名：Phaeomitra coffea），是新腹足目笔螺科Phaeomitra属的一种。主要分布于中国大陆、台湾，常栖息在潮下带。